# Równanie Boussinesqa
Równanie Boussinesqa (ang. Boussinesq’s equation) – jedno z podstawowych równań hydrodynamiki podziemnej opisujace kształt powierzchni freatycznej oraz jej zmian spowodowanych czynnikami dynamicznymi. Odnosi się do przepływów ze swobodnym lustrem wody w ośrodku porowatym. Wyprowadzenie równania oparte jest na prawie Darcy’ego oraz na przybliżeniu Dupuita zakładającego, że składowa pionowa wektora prędkości przepływu jest bardzo niewielka w porównaniu ze składowymi poziomymi tego wektora i może być ona pominięta.

## Matematyczna postać równania Boussinesqa
Zakładając, że przepływ ze swobodnym lustrem wody jest dwuwymiarowy i poziomy oraz oznaczając wysokość powierzchni freatycznej przez {\displaystyle H} równanie Boussinesqa przyjmuje następującą postać:
{\displaystyle {\frac {\partial }{\partial x}}\left(kH\,{\frac {\partial H}{\partial x}}\right)+{\frac {\partial }{\partial y}}\left(kH\,{\frac {\partial H}{\partial y}}\right)=N+\phi \,{\frac {\partial H}{\partial t}}}
lub równoważnie:
{\displaystyle {\frac {\partial }{\partial x}}\left({\frac {k}{2}}\,{\frac {\partial H^{2}}{\partial x}}\right)+{\frac {\partial }{\partial y}}\left({\frac {k}{2}}\,{\frac {\partial H^{2}}{\partial y}}\right)=N+\phi \,{\frac {\partial H}{\partial t}},}
gdzie {\displaystyle k} jest współczynnikiem filtracji ośrodka porowatego, {\displaystyle \phi } jest porowatością ośrodka porowatego, {\displaystyle x,\,y} są współrzędnymi poziomymi, a {\displaystyle t} jest czasem. Intensywność wymiany płynu z otoczeniem {\displaystyle N} jest wiekością dodatnią w przypadku odpływu płynu na zewnątrz (np. poprzez parowanie), a ujemną w przypadku dopływu płynu z zewnątrz (np. wykraplanie).

## Własności
Przedstawione powyżej równanie Boussinesqa opisuje niestacjonarny ruch płynu w ośrodku porowatym poprzez zmianę kształtu powierzchni freatycznej w czasie. Pomimo nieliniowości w przypadku jednowymiarowym równanie to można rozwiązać analitycznie wykorzystując tzw. funkcję Boussinesqa. Natomiast w przypadku dwuwymiarowym uzyskanie rozwiązania możliwe jest jedynie numerycznie, np. stosując metodę różnic skończonych.
W przypadku, gdy współczynnik filtracji {\displaystyle k} przyjmuje wartość stałą, równanie Boussinesqa redukuje się do postaci:
{\displaystyle {\frac {k}{2}}\,\left[{\frac {\partial ^{2}}{\partial x^{2}}}\left\{H^{2}(x,y,t)\right\}+{\frac {\partial ^{2}}{\partial y^{2}}}\left\{H^{2}(x,y,t)\right\}\right]=N(x,y,t)+\phi \,{\frac {\partial H(x,y,t)}{\partial t}}}
lub równoważnie:
{\displaystyle {\frac {\partial ^{2}}{\partial x^{2}}}\left\{H^{2}(x,y,t)\right\}+{\frac {\partial ^{2}}{\partial y^{2}}}\left\{H^{2}(x,y,t)\right\}={\frac {2}{k}}N(x,y,t)+{\frac {2\phi }{k}}\,{\frac {\partial H(x,y,t)}{\partial t}}.}
Równanie to nazywane jest niekiedy w obcojęzycznej literaturze równaniem Forchheimera, jednakże należy raczej unikać tego określenia, gdyż wyrażenie równanie Forchheimera stosowane jest często do zupełnie innego równania (a ściślej mówiąc do dwóch równań zaproponowanych przez Forchheimera) wiążącego (wiążących) w sposób nieliniowy prędkość filtracji ze spadkiem ciśnienia w ośrodku porowatym. Zob. formuła Forchheimera.
W przypadku stacjonarnym, gdy wysokość powierzchni freatycznej nie zmienia się w czasie, równanie Boussinesqa upraszcza się do postaci:
{\displaystyle {\frac {\partial }{\partial x}}\left({\frac {k}{2}}\,{\frac {\partial H^{2}(x,y)}{\partial x}}\right)+{\frac {\partial }{\partial y}}\left({\frac {k}{2}}\,{\frac {\partial H^{2}(x,y)}{\partial y}}\right)=N(x,y).}
Poprzez podstawienie funkcyjne
{\displaystyle F(x,y)=H^{2}(x,y)}
równanie to w przypadku stałej wartości współczynnika filtracji {\displaystyle k} sprowadza się do liniowego równania Poissona:
{\displaystyle {\frac {\partial ^{2}F(x,y)}{\partial x^{2}}}+{\frac {\partial ^{2}F(x,y)}{\partial y^{2}}}={\frac {2}{k}}N(x,y).}
Równanie to może być stosunkowo łatwo rozwiązane metodami bezpośrednimi lub numerycznymi. Przykładami takich rozwiązań, w przypadku jednowymiarowym przy stałej wartości {\displaystyle N} są elipsa Dupuita oraz hiperbola Dupuita.
Z podanych tu równań wynika również, że w przypadku stacjonarnego przepływu jednowymiarowego, gdy brak jakichkolwiek źródeł zasilania zewnętrznego lub upustów, kształt powierzchni fraeatycznej między dwoma punktami, w których przybiera ona określone wartości {\displaystyle H_{1}} i {\displaystyle H_{2},} ma postać krzywej parabolicznej.

## Literatura
- Boussinesq J., (1903): Reserches théoretiques sur l’écoulement des nappes d’eau infiltrées dans le sol et sur débit de sources, Comptes Rendus H. Acad. Sci., June 2003, s. 5–78, 363–394.
- Boussinesq J., (1904): idem, Journal de Mathematiques Pures et Appliques, 10, s. 5–78.
- Bear J., (1972): Dynamics of Fluids in Porous Media, American Elsevier, New York.